# François Tissard
François Tissard est un humaniste français actif au début du XVIe siècle, pionnier de l'étude du grec ancien et de l'hébreu en France, et de la production de livres imprimés en ces langues.

## Biographie
Né à Amboise dans une famille de notables (son père, Jehan Tissard, est signalé comme élu de la ville en 1487 et en 1497, et un parent, Étienne Tissard, est « garde du scel royal establi et dont l'on use aux contractz en la ville et chastellenie d'Amboise » entre 1447 et 1477), il fit d'abord ses humanités et sa philosophie à Paris, puis alla étudier le droit civil et canon à Orléans. Il partit ensuite parfaire sa formation en Italie, d'abord à l'université de Ferrare, où il resta trois ans (1502/05). Il y étudia la littérature antique auprès des professeurs Guarini de Vérone (fils du fameux Guarino Veronese) et Giovanni Calfurnio (Calphurnius) de Padoue, et y apprit le grec auprès de Démétrius de Sparte. Un rabbin de la synagogue de Ferrare lui donna des leçons d'hébreu. En 1505, une épidémie s'étant répandue à Ferrare, il passa à l'université de Bologne, où il suivit les cours des juristes Antonio Sollerius et Joannes Campeius en droit civil et de l'Espagnol Antonio de Burgos en droit canonique, ce qui lui permit d'être reçu docteur in utroque jure le 19 mars 1507. Il continua à Bologne ses études de grec auprès de Giovano Grecolino et de Giambattista Pio. Il y connut aussi Filippo Beroaldo, et il put y poursuivre ses leçons d'hébreu. 
Dès son retour à Paris, après son doctorat à Bologne, il s'associa à l'imprimeur Gilles de Gourmont et fut à l'origine, entre août 1507 et janvier 1508, des tout premiers livres imprimés en grec et en hébreu en France. Le 12 août 1507 fut publié un petit recueil composite de linguistique et de textes moraux intitulé Liber gnomagyricus (avec les éléments suivants : Alphabetum græcum, Regulæ pronunciandi græcum, Sententiæ septem sapientium, Opuscula de invidia, Aurea carmina Pythagoræ, Phocylidæ poema admonitorium, Carmina Sibyllæ Erythrææ de judicio Christi venturo, Differentiæ vocum succincta traditio). Le texte était copié d'une édition aldine (les Églogues de Théocrite et autres opuscules, volume paru à Venise en février 1495). La publication était placée sous le patronage du duc de Valois (futur roi François Ier, alors âgé de treize ans) et de Jean d'Orléans-Longueville, archevêque de Toulouse. Dans la préface, Tissard en appelait au patriotisme des Français pour qu'ils concurrencent les Italiens dans le domaine de la culture humaniste et ne soient plus appelés barbares par eux. Techniquement, les lettres étaient sans accents, ceux-ci et les esprits étant gravés à part et composés en interligne. L'impression en interlignes très espacés et avec deux séries de caractères rendait la composition très longue et le coût très élevé.
La même année parut peut-être une édition de Héro et Léandre de Musée (datation incertaine), et en octobre la Batrachomyomachie, alors attribuée à Homère, et Les Travaux et les Jours d'Hésiode, textes empruntés au même volume d'Alde Manuce que le Liber gnomagyricus. Ce même mois d'octobre 1507, Tissard commença à enseigner le grec dans une salle publique. Le 1er décembre sortait de presse la Grammaire grecque (Erotemata) de Manuel Chrysoloras, toujours sous le patronage de Jean d'Orléans-Longueville. Au début de 1508 sont peut-être parues les Idylles de Théocrite (tirées encore du même volume d'Alde Manuce), édition mentionnée en passant dans une lettre de Jérôme Aléandre l'Ancien à l'imprimeur vénitien datée du 23 juillet 1508, mais il semble qu'aucun exemplaire n'en ait été conservé. Le 29 janvier 1508, Tissard publiait une grammaire hébraïque et grecque, sous le titre Alphabetum græcum et hebraicum, premier livre imprimé avec des caractères d'hébreu en France (caractères d'ailleurs très imparfaits et difficilement lisibles). Ce volume contenait aussi une brève présentation des coutumes juives (De ritibus Judæorum), et différents textes, dont le serment d'Hippocrate en grec. Il était dédié au futur François Ier.
François Tissard disparaît ensuite de la documentation. On sait juste qu'il était encore vivant en 1509, car son nom figure sur la tranche d'un volume publié cette année-là par Jérôme Aléandre l'Ancien, conservé avec sa reliure d'origine à la Bibliothèque Mazarine.